# Nova Bus
Nova Bus Inc. (ook wel: NOVABUS) is een Canadese fabrikant van autobussen, in het bijzonder stads- en streekbussen. Nova is onderdeel van Volvo Bus en richt zich op de Noord-Amerikaanse markt. Het bedrijf is in 1993 ontstaan vanuit de busfabricage-afdeling van General Motors en sinds 1998 deels en sinds 2004 volledig onderdeel van Volvo Bus.

## Geschiedenis
De huidige Nova Bus-fabriek in Saint-Eustache, Quebec is in 1979 gebouwd voor General Motors, die er bussen bouwde voor de Canadese en Amerikaanse markt. In 1987 verkocht GM de gehele busafdeling aan Dial Inc., toentertijd eigenaar van Motor Coach Industries (MCI). In de jaren 90 van de twintigste eeuw was Dial van plan om alle busafdelingen te verkopen, waardoor de fabriek in Saint-Eustache de deuren zou moeten sluiten.
Op 6 juli 1993 nam het twee jaar eerder opgerichte Nova Quintech (voortgekomen uit de voormalige brandweerautofabrikant Camions Pierre Thibault Inc.), met hulp van het Fonds de solidarité des travailleurs du Québec, de fabriek over en noemde het nieuwe bedrijf Nova Bus Corporation. De overheid van Quebec leende daarop 12,5 miljoen dollar aan Nova Bus, waarvan 2,5 miljoen zonder rente. Ook tekenden zij een contract om 300 bussen voor de regio af te nemen. Later dat jaar verkocht Dial Inc. busfabrikanten MCI en TMC aan de Mexicaanse busfabrikant DINA S.A., waarna de TMC-fabriek in Roswell, New Mexico en de rechten op het bouwen van het model RTS in 1994 in handen kwam van Nova Bus.
De RTS bleef uiteindelijk tot 2002 geproduceerd worden in Roswell, waarna Nova de productie staakte (van zowel de RTS als Classic) en de fabriek sloot. Ook de fabriek in Niskayuna, New York werd gesloten, waardoor de productie volledig naar Canada werd verschoven. De fabriek in Roswell werd daarna overgenomen door lokale (toen nieuwe) busfabrikant Millennium Transit Services.
In 1997 begon Nova met de uitlevering van hun nieuwste model - LFS - een lagevloerstadsbus. De Chicago Transit Authority (CTA) plaatste in 1998 een order voor 484 LFS-bussen, welke tussen 2000 en 2002 werden uitgeleverd. Zij waren daarmee de eerste Amerikaanse vervoerder die bij Nova bestelde. In 1998 werd Nova Bus overgenomen door enerzijds Volvo Bus en Prevost Car (51% van de aandelen) en Henlys Group (49% van de aandelen). In 2004 kocht Volvo Bus de aandelen van Henlys, waardoor Nova volledig in handen van het Zweedse bedrijf kwam.
Op 2 februari 2008 kondigde NovaBus aan plannen te hebben voor het bouwen van een nieuwe fabriek in Plattsburgh, New York, waarmee de fabrikant voor het eerst in jaren weer in de Verenigde Staten zou gaan fabriceren. De fabriek werd uiteindelijk op 15 juni 2009 geopend. De eerste order bestemd voor de nieuwe fabriek werd geplaatst door de New York City Transit Authority (NYCTA) en omvatte 90 gelede bussen van het type LFS. In maart 2010 werd door TheBus (Honolulu, Hawaï) een order geplaatst voor 24 bussen van het type LFS, welke in december 2010 werden afgeleverd. TheBus had een optie op een vervolgbestelling genomen, maar koos uiteindelijk voor bussen van Gillig.
In maart 2012 kondigde The Walt Disney Company aan een gelede bus van Nova Bus te willen testen op drukke routes rondom het Walt Disney World Resort in Orlando, Florida. Eveneens in 2012 plaatste de Southeastern Pennsylvania Transportation Authority (SEPTA) een order voor 315 bussen, waarvan 225 gelede hybride bussen, om hun oude vloot van Neoplan- en NABI-bussen te vervangen. De bussen kwamen op 27 oktober 2014 in dienst.
In 2013 plaatste de Chicago Transit Authority een order voor 300 12-meterbussen, met een optie op nog eens 150.

## Producten

### Huidige bussen (2024)

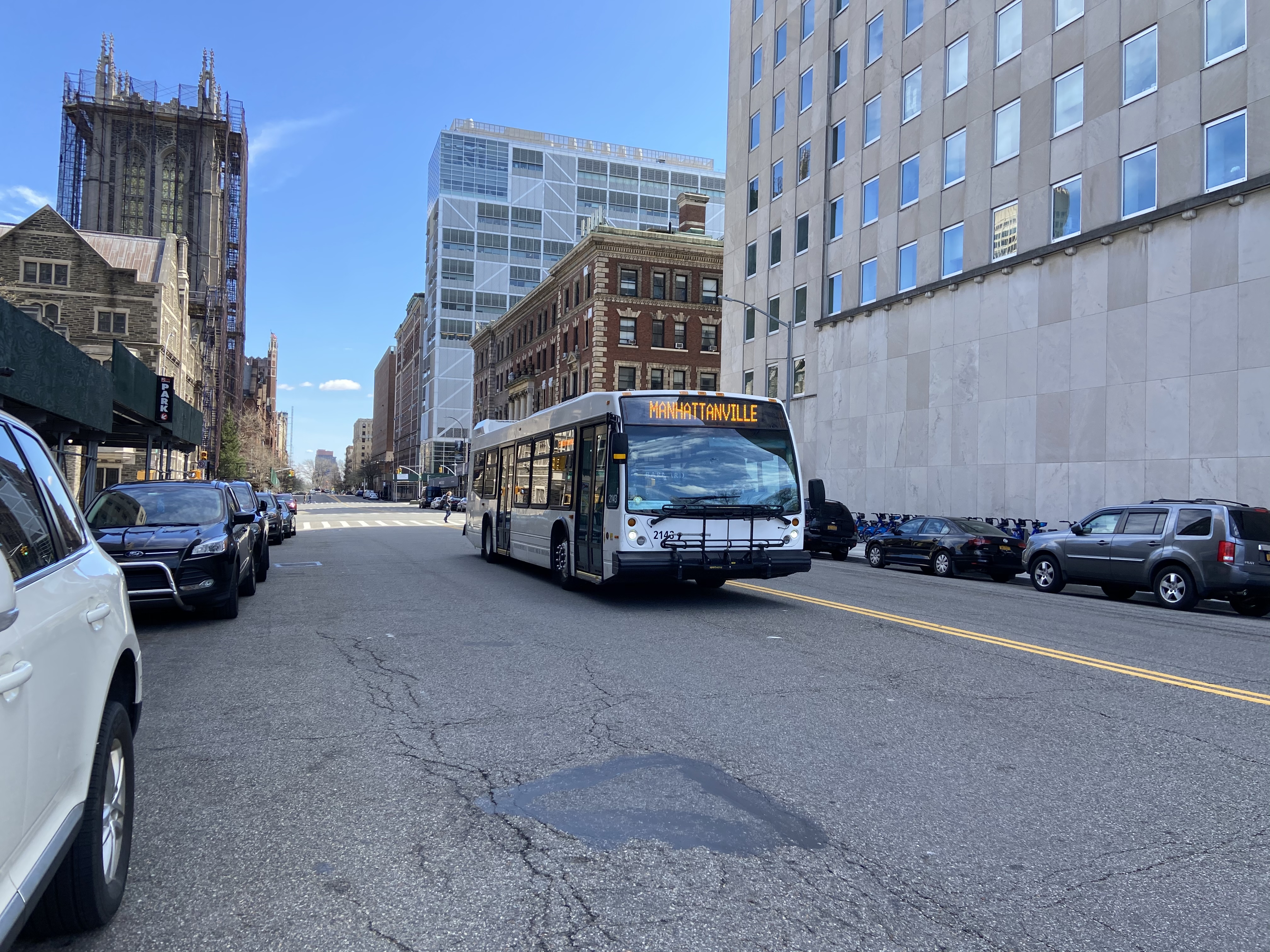
Een LFS uit 2017 van Columbia Transportation

Momenteel zijn alleen de LFS en LFX in productie. De productie van de 12-meteruitvoering van de LFS begon in 1996, in 2009 gevolgd door de LFS Artic en LFX (gelede uitvoeringen). De 12-metervariant is beschikbaar met één of twee deuren. De meeste uitvoeringen van de LFS en LFX worden aangedreven door een hybride motor van Allison. Société de transport de l'Outaouais (STO) in Gatineau, Quebec was in 2007 de eerste die de 12-meteruitvoering met hybride motor bestelde; Connecticut Transit was in 2011 de eerste die de gelede uitvoering met hybride motor bestelde. In oktober 2011 voegde Nova de optie toe om een achterruit te plaatsen.
Ook is er een volledig elektrische versie van de LFS beschikbaar.

### Voormalige bussen
| Model                      | Lengte                     | Breedte               | Foto | Productiejaren | Opmerkingen |
| -------------------------- | -------------------------- | --------------------- | ---- | -------------- | --- |
| Rapid Transit Series (RTS) | 9 meter 10,5meter 12 meter | 2,44 meter 2,59 meter |      | 1995–2004      | Ontwerp en eerste productie door GMC (1968–1977) - Tweede productie door Transportation Manufacturing Corporation tot 1994 - Vierde productie (na Nova) door Millennium Transit Services |
| Classic                    | 12 meter                   | 2,59 meter            |      | 1993–1997      | - Modernere versie van de GMC New Look - Ontwerp en eerste productie door GMC (1983–1987) - Tweede productie door MCI (1987–1993) - Met optionele airconditioning                        |
| TC60102N                   | 18 meter                   | 2,59 meter            |      | 1993           | - Gebaseerd op het GMDD-model uit 1982, maar met het ontwerp van de Classic |

## Galerij

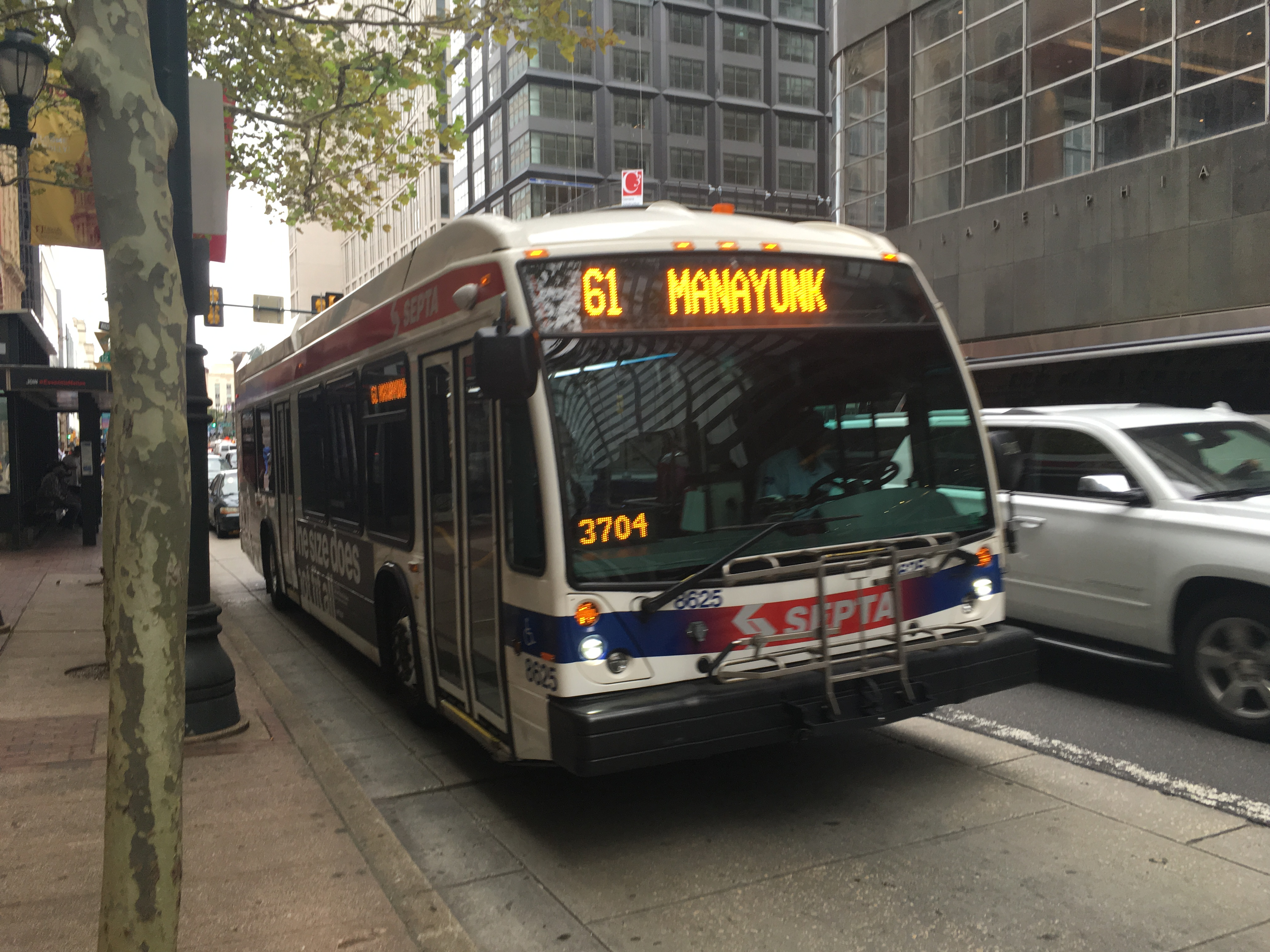
Nova Bus LFS van SEPTA
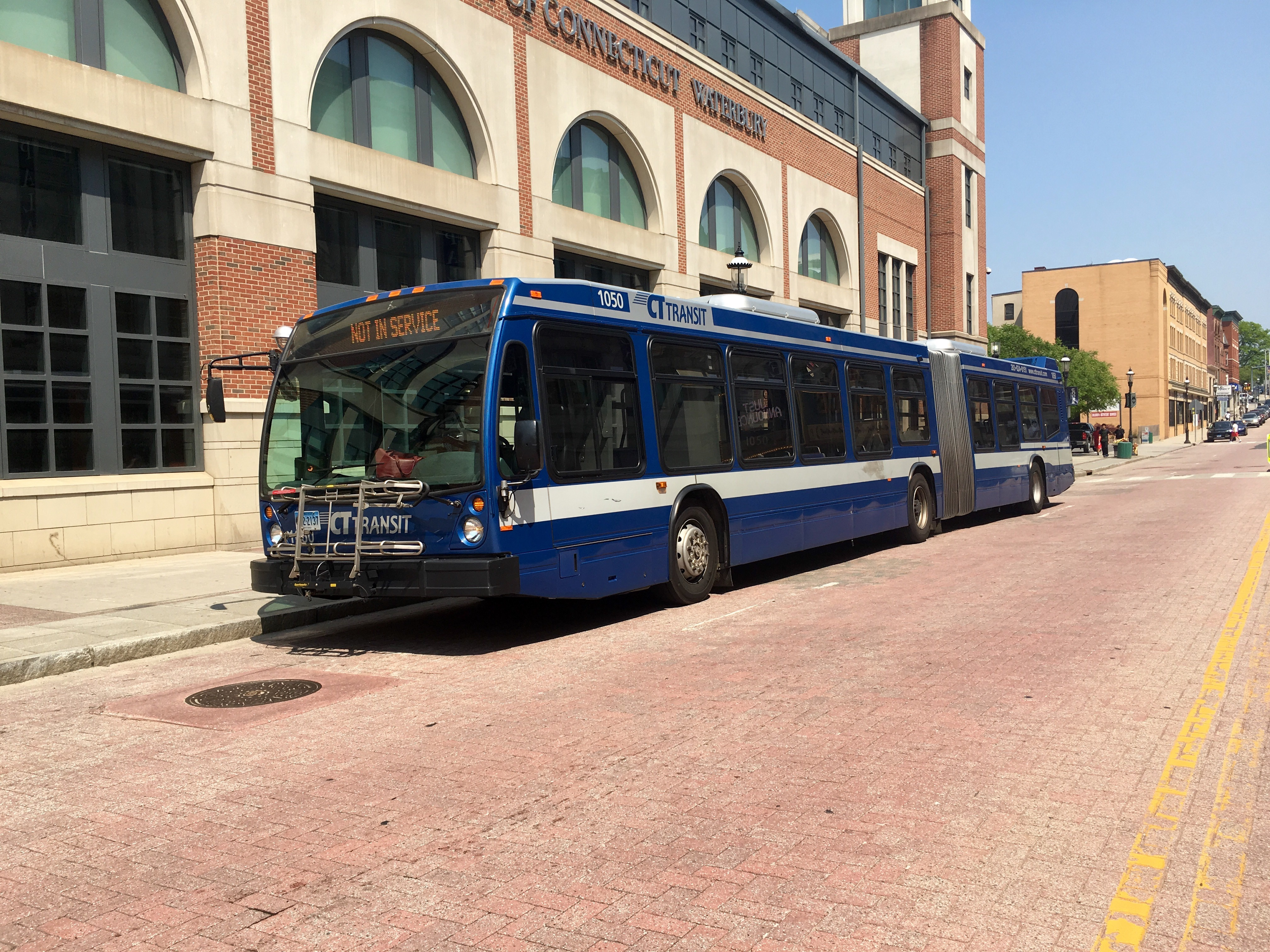
Nova Bus LFS geleed van CTtransit
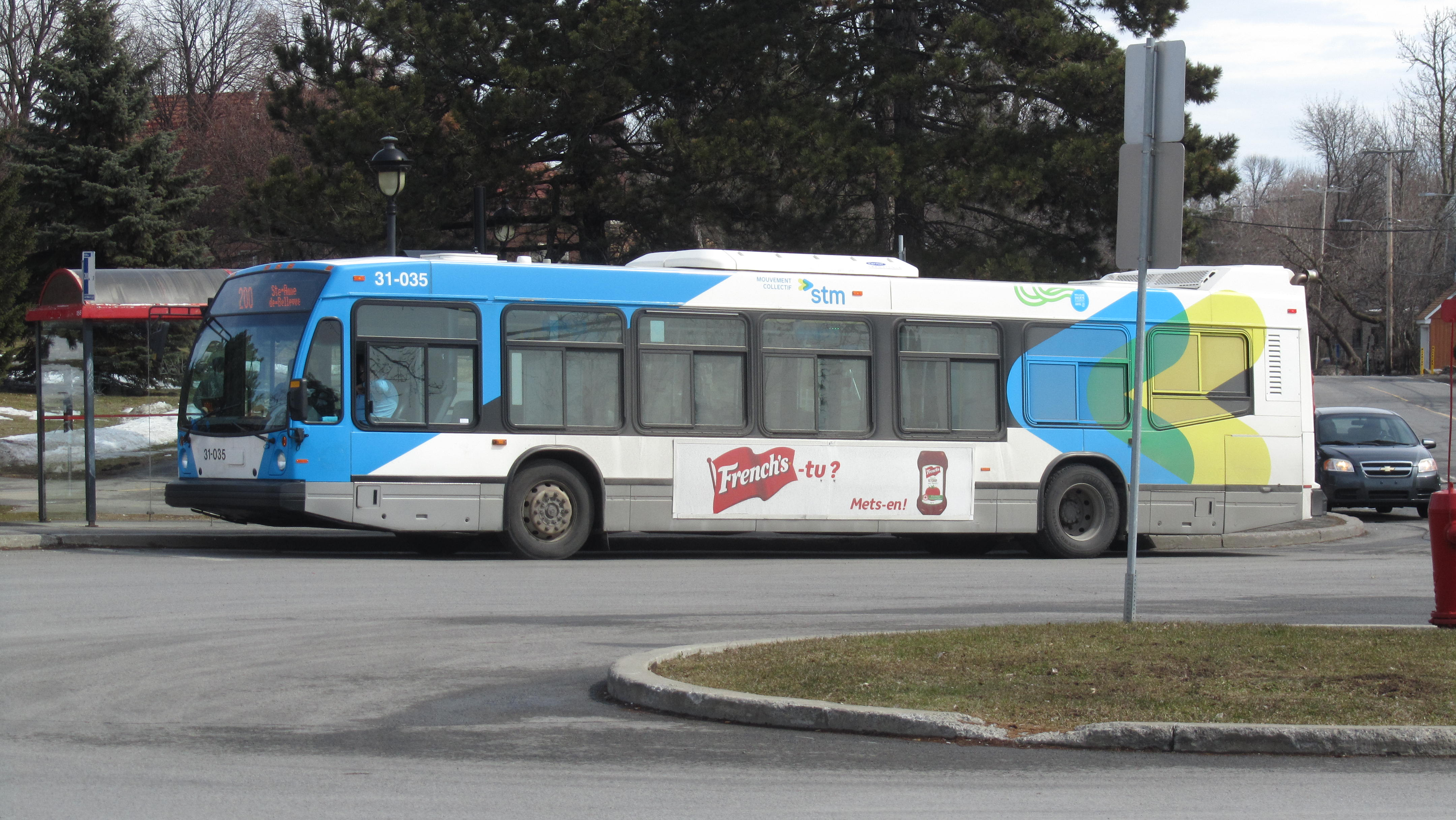
Derde generatie LFS van STM
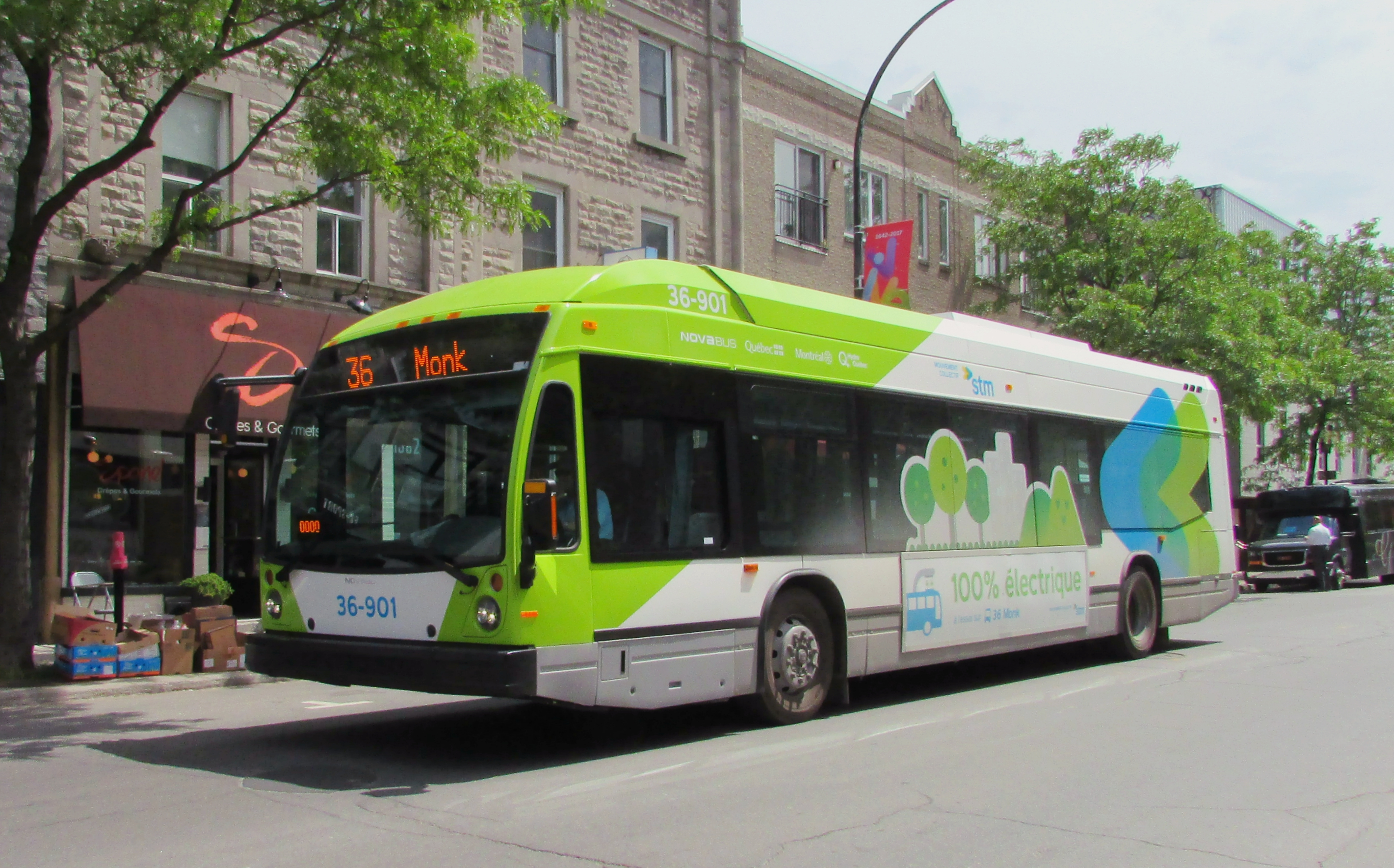
Elektrische LFS in Montreal
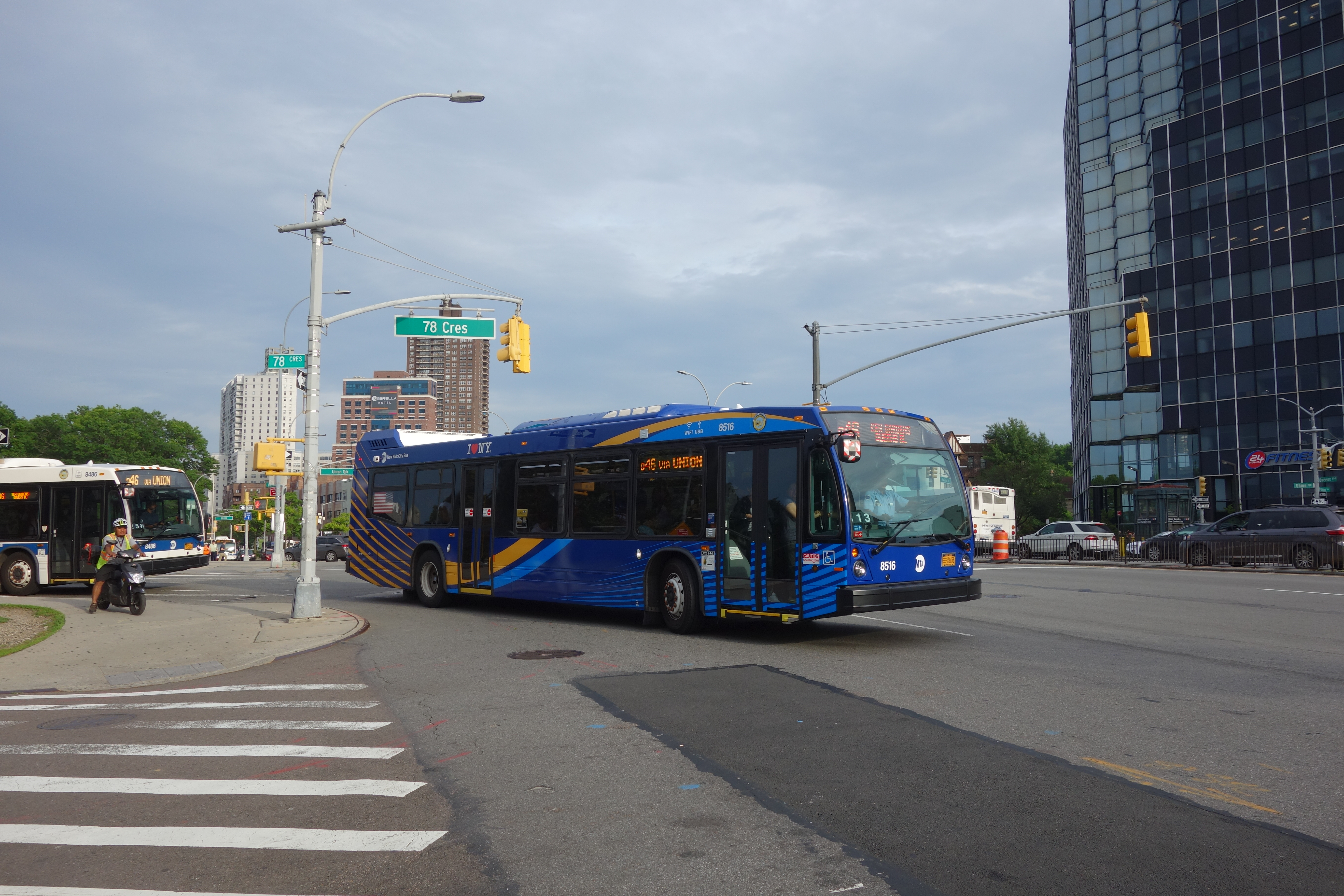
Nova Bus LFS van MTA